# Iglesia de San Martín (Mudá)
La iglesia de San Martín es una iglesia situada en la localidad de Mudá, provincia de Palencia, España, declarada bien de interés cultural el 17 de diciembre de 1992.

## Descripción
El templo parroquial de San Martín es un edificio con planta inicial románica del siglo XII, de cuya época conserva notables restos, ampliado y reformado en el período gótico (siglo XIV).
Construido en piedra de sillerías, de una sola nave, cubierta con bóvedas de crucería. La portada románica tiene tres columnas a cada lado, con capiteles y cimacios, con decoración de rombos y vástagos sinuosos, sobre los que apoyan tres arquivoltas con boceles y medias cañas. Está precedida y protegida por pórtico con pilares de piedra. También románico es el ventanal del muro sur, formado por dos columnas que soportan un arco apuntado. A los pies se levanta la espadaña románica de dos cuerpos.
En lo referente a bienes muebles, en el presbiterio se encuentra un retablo barroco del siglo XVIII con escultura de San Martín del siglo XVI y en la casa parroquial una cruz parroquial de plata del segundo tercio del siglo XVI, con punzón del palentino Paredes.